# Aérodrome d'Izu Ōshima

L'aérodrome d'Izu Ōshima (大島空港, Ōshima Kūkō) est un petit aéroport sur l'île d'Izu Ō-shima, Tokyo, Japon, code IATA : OIM • code OACI : RJTO.

## Histoire
L'aéroport d'Ōshima a été construit en juin 1964, avec une piste de 1 200 mètres. La piste a été rallongée de 1 800 mètres en octobre 2002 pour permettre l'atterrissage de nouveaux types d'avion. À partir d'août 2008, All Nippon Airways a commencé ses services quotidiens vers l'aéroport international Haneda de Tokyo à Tokyo. New Central Airservice a commencé ses opérations vers l'aéroport de Chōfu à partir de 2009. ANA a mis fin au service sur Oshima en octobre 2015.

## Compagnies aériennes et destinations
| Compagnies             | Destinations                         |
| ---------------------- | ------------------------------------ |
| New Central Airservice | Chōfu                                |
| Toho Air Service       | Miyake Jima (en), Toshima (利島空港) |

## Installations
L'aéroport d'Oshima est géré par le gouvernement métropolitain de Tokyo . Le terminal est ouvert à partir de 8h30 am à 4h30 pm tous les jours et contient un restaurant, une boutique et une terrasse d'observation. Le Bureau de l'aviation civile du Japon et l'Agence météorologique du Japon a des bureaux sur place.

## Statistiques
Pour des raisons techniques, il est temporairement impossible d'afficher le graphique qui aurait dû être présenté ici.

Voir la requête brute et les sources sur Wikidata.